# Katea Ueresi
Katea Ueresi (ur. 10 października 1981) – salomoński zapaśnik walczący w obu stylach. Zajął 31 miejsce na mistrzostwach świata w 2010 w stylu klasycznym. Siódmy i dziewiąty na igrzyskach wspólnoty narodów w 2010 i dziesiąty w 2002. Złoty medalista igrzysk Pacyfiku w 1999 i srebrny w 2007. Sześciokrotny medalista mistrzostw Oceanii w latach 1998 – 2008.